# Manuel Barrón y Carrillo
Manuel Barrón y Carrillo – hiszpański malarz tworzący w XIX wieku. Specjalizował się w pejzażu romantycznym. Na swoich obrazach utrwalał widoki Andaluzji, szczególnie Sewilli.
Studiował w Akademii Sztuk Pięknych w Sewilli i w szkole Antonia Cabral Bejarano, gdzie następnie pracował jako nauczyciel rysunku, perspektywy i pejzażu.
Żył i mieszkał w Sewilli zajmując tam kilka ważnych stanowisk. Był dyrektorem Akademii Sztuk Pięknych, a w 1838 r. założył Liceo Artístico. Brał udział w licznych regionalnych i krajowych wystawach a jego prace były zawsze bardzo dobrze przyjmowane przez publiczność.
Zyskał sławę i uznanie dzięki swoim niezwykłym pejzażom. Część jego dzieł zachowała się do dziś, zwłaszcza te z okresu 1852–1869, w którym nawet królowa Hiszpanii Izabela II nabyła jego płótno Vista general de Sevilla. Obraz ten zachował się do dziś w Pałacu Riofrío w Segowii.